# The Greatest Love
The Greatest Love (en hangul, 최고의 사랑; romanización revisada, Choigoui sarang), también conocida en Latinoamérica como El más grandioso amor y en Chile como El amor más grande, es una serie de televisión surcoreana de comedia romántica emitida durante 2011 y protagonizada por Cha Seung-won, Gong Hyo Jin, Yoon Kye Sang y Yoo In-na.  Fue escrita por las hermanas Hong, un dúo de escritoras anteriormente famosas por  You're Beautiful (2009) y My Girl (2005).
Fue emitida por MBC desde el 4 de mayo hasta el 23 de junio de 2011, con una longitud de 16 episodios emitidos miércoles y jueves a las 21:55 (KST). La serie dramatiza la real vida de las celebridades, detrás de las cámaras y la vida pública en una estación de televisión.

## Argumento
En medio de la popularidad del Hallyu, nacía en 2001 la banda de chicas National Treasure Girls, hasta alcanzar su popularidad con el lanzamiento su sencillo «Latidos (두근두근)» que se convirtió en un éxito en toda la nación. Incluso el cirujano de Dok Go Jin escuchaba en todo momento la canción, incluso durante la operación de este último, animándole a que le diera latidos a su corazón.
Inicialmente el cirujano no le tomo mayor importancia, teniendo grandes consecuencias en sus latidos. Por otro lado, al pasar los años, los escándalos rondaban a las National Treasure Girls, que terminaron separándose y la estrella más popular de la banda Ae Jung, terminó en el anonimato.
Ae Jung en un intento de volver a ser celebridad, llega al programa «Formado Parejas», sabiendo que la utilizarían para humillarla. En cambio, Dokko Jin es más querida estrella de la nación, el número uno en las encuestas de popularidad a pesar de tener un serio defecto de carácter. Un día, Ae Jung descubre por casualidad un secreto de él y lo revela durante un programa de entrevistas, tras su enojo con ella, comienza a conocerla mejor
Al pasar el tiempo terminan enamorándose, mientras el programa continúa en antena y con uno de sus participantes se completa el triángulo amoroso, Yoon Pil Joo que es médico de medicina oriental, con buena reputación y soltero, decidió ingresar por la insistencia de su madre, ante eso se ve obligado a participar en el popular programa Formando Parejas en el que también participa Ae Jung.
El programa es presentado por Kang Se Ri, una exmiembro de la banda National Treasure Girls y exnovia de Dok Go Jin, aunque los dos pretenden todavía estar juntos por dinero, ya que tienen un contrato. Se Ri durante sus años como ídolo musical tenía envidia por las oportunidades que se le daban a Ae Jung, por lo que toma esta oportunidad de su jerarquía en el programa para hacerla sentir humillada manipulando los resultados, pero sin efecto alguno ya que por su carisma logra enamorar a Pil Joo.

## Reparto

### Personajes principales
- Gong Hyo Jin como Gu Ae Jung.
- Cha Seung-won como Dok Go Jin.
- Yoon Kye Sang como Yoon Pil Joo.
- Yoo In-na como Kang Se Ri.

### Personajes secundarios
- Yang Han Yeol como Gu Hyung Kyu.
- Jung Joon Ha como Gu Ae Hwan.
- Lee Hee-jin como Jenny.
- Im Ji Kyu como Kim Jae Seok.
- Choi Hwa Jung como Representante Moon.
- Bae Seul-ki como Han Mi Na.
- Jung Man-sik como Manager Jang.
- Choi Sung Min como Kim Eun Ho
- Kim Mi Jin como Han Myung Jung.
- Park Won Sook como Madre de Pil Joo.
- Han Jin Hee como Gu Ja Chul.
- Jeong Gyu Soo como Cirujano.
- Hyoyoung como Harumi.
- In Gyo-jin como Esposo de Mi Na.[2]

### Otros personajes
Apariciones especiales
- Jang Hang Joon (ep. 1).
- Jung Doo Hong (ep. 1).
- Horan (ep. 1).
- Oh Sang Jin (ep. 1).
- Kim Gu Ra (ep. 1-2).
- Lee Hwi Jae (ep. 1-2).
- Park Mi Sun (ep. 1-2).
- Jo Hye Ryun (ep. 1-2).
- Lee Byung Jin (ep. 1-2).
- Lee Kyung Shil (ep. 1-2).
- Jo Hyung Gi (ep. 1-2).
- Kim Ji Sun (ep. 1-2).
- Ji Sang Ryeol (ep. 1-2).
- Kim Hyun Chul (ep. 1-2).
- Park Kyung Lim (ep. 1-2).
- Kim Shin Young (ep. 1-2).
- Park Si Yeon (ep. 3-4).
- Lee Seung Gi (ep. 9).
- Brian Joo (ep. 10).
- Kim Yong Man (ep. 14).
- Gu Eun Young (ep. 14).
- Park Seul Gi (ep. 14).
- Lee Sung Bae (ep. 14).
- Seo Hyo Myung (ep. 14).
- Hwang Je Seong (ep. 14).
- Jung Hwan Gyu (ep. 14).
- Kim Gu Ra (ep. 15-16).

## Banda sonora
1. 리얼러브송 (Real Love Song) – K.Will
2. 내 사람이라서 (Because You're My Man) – G.NA
3. 두근두근 (Pit-a-Pat - versión original) – Sunny Hill
4. 내 손을 잡아 (Hold My Hand) – IU
5. 나를 잊지 말아요 (Don't Forget Me) – Huh Gak
6. 눈물나게 사랑해 (Gee, I Love You) – Big Mama Soul
7. 아이캔't 드링크 (I Can't Drink) – Baek Ji Young
8. LOVE LOVE - Choi Sujin
9. Hero (inst)
10. Destiny (inst)
11. 네잎클로버 (Four-leaf Clover) (inst)
12. Good boy (inst)
13. 사랑은 (Love) (inst)

## Audiencia
En Azul la audiencia más baja y en rojo la más alta, correspondientes a las empresas medidoras TNms y AGB Nielsen.
| Ep. #    | Fecha original de emisión | Cuota de pantalla | Cuota de pantalla | Cuota de pantalla | Cuota de pantalla |
| Ep. #    | Fecha original de emisión | TNmS Ratings      | TNmS Ratings      | AGB Nielsen       | AGB Nielsen       |
| Ep. #    | Fecha original de emisión | Nacional          | Seúl              | Nacional          | Seúl              |
| -------- | ------------------------- | ----------------- | ----------------- | ----------------- | ----------------- |
| 1        | 4 de mayo de 2011         | 6.5 %             | 8.6 %             | 8.4 %             | 10.0 %            |
| 2        | 5 de mayo de 2011         | 7.1 %             | 9.6 %             | 9.7 %             | 11.5 %            |
| 3        | 11 de mayo de 2011        | 8.6 %             | 11.2 %            | 12.1 %            | 13.6 %            |
| 4        | 12 de mayo de 2011        | 9.7 %             | 12.3 %            | 13.9 %            | 17.1 %            |
| 5        | 18 de mayo de 2011        | 10.4 %            | 13.9 %            | 14.0 %            | 16.2 %            |
| 6        | 19 de mayo de 2011        | 10.2 %            | 12.7 %            | 15.1 %            | 17.5 %            |
| 7        | 25 de mayo de 2011        | 14.4 %            | 17.9 %            | 17.4 %            | 19.8 %            |
| 8        | 26 de mayo de 2011        | 15.2 %            | 18.0 %            | 17.9 %            | 20.2 %            |
| 9        | 1 de junio de 2011        | 14.4 %            | 17.0 %            | 17.8 %            | 20.3 %            |
| 10       | 2 de junio de 2011        | 13.8 %            | 17.4 %            | 18.4 %            | 21.2 %            |
| 11       | 8 de junio de 2011        | 14.3 %            | 17.3 %            | 18.4 %            | 21.3 %            |
| 12       | 9 de junio de 2011        | 14.6 %            | 18.5 %            | 18.4 %            | 20.9 %            |
| 13       | 15 de junio de 2011       | 13.1 %            | 17.7 %            | 17.8 %            | 20.4 %            |
| 14       | 16 de junio de 2011       | 14.5 %            | 18.1 %            | 17.9 %            | 20.1 %            |
| 15       | 22 de junio de 2011       | 15.9 %            | 19.3 %            | 18.0 %            | 21.3 %            |
| 16       | 23 de junio de 2011       | 17.4 %            | 21.2 %            | 21.0 %            | 23.7 %            |
| Promedio | Promedio                  | 12.5 %            | 15.7 %            | 16.0 %            | 18.4 %            |

## Premios y nominaciones
| Año  | Premio                                                             | Categoría                                       | Nominado                     | Resultado |
| ---- | ------------------------------------------------------------------ | ----------------------------------------------- | ---------------------------- | --------- |
| 2011 | 4th Korea Drama Awards                                             | Mejor banda sonora                              | Don't Forget Me por Huh Gak  | Ganador   |
| 2011 | 4th Korea Drama Awards                                             | Mejor actriz de reparto                         | Yoo In Na                    | Nominada  |
| 2011 | 4th Korea Drama Awards                                             | Mejor actor                                     | Cha Seung-won                | Nominado  |
| 2011 | 4th Korea Drama Awards                                             | Mejor actriz                                    | Gong Hyo Jin                 | Nominada  |
| 2011 | 4th Korea Drama Awards                                             | Mejor drama                                     | The Greatest Love            | Nominado  |
| 2011 | 3rd MelOn Music Awards                                             | Mejor banda sonora                              | Pit-a-Pat por Sunny Hill     | Ganador   |
| 2011 | 13th Mnet Asian Music Awards                                       | Mejor banda sonora                              | Don't Forget Me por Huh Gak  | Nominado  |
| 2011 | 38th Korea Broadcasting Awards                                     | Mejor actor                                     | Cha Seung-won                | Ganador   |
| 2011 | 24th Grimae Awards                                                 | Mejor actor                                     | Cha Seung Won                | Ganador   |
| 2011 | MBC Drama Awards                                                   | Premio a la mejor pareja                        | Cha Seung Won y Gong Hyo Jin | Ganadores |
| 2011 | MBC Drama Awards                                                   | Premio de la popularidad, Actor                 | Cha Seung Won                | Nominado  |
| 2011 | MBC Drama Awards                                                   | Premio de la popularidad, Actriz                | Gong Hyo Jin                 | Ganadora  |
| 2011 | MBC Drama Awards                                                   | Mejor actor infantil                            | Yang Han Yeol                | Nominado  |
| 2011 | MBC Drama Awards                                                   | Mejor escritor                                  | Hong Mi Ran y Hong Jung Eun  | Ganadores |
| 2011 | MBC Drama Awards                                                   | Mejor nuevo actor en una miniserie              | Yoon Kye Sang                | Nominado  |
| 2011 | MBC Drama Awards                                                   | Mejor nueva actriz en una miniserie             | Yoo In Na                    | Nominada  |
| 2011 | MBC Drama Awards                                                   | Premio a la excelencia, Actor en una miniserie  | Cha Seung Won                | Ganador   |
| 2011 | MBC Drama Awards                                                   | Premio a la excelencia, Actriz en una miniserie | Gong Hyo Jin                 | Ganadora  |
| 2011 | MBC Drama Awards                                                   | Mejor drama                                     | The Greatest Love            | Ganador   |
| 2012 | 8th New York Television Festival's International TV & Films Awards | Premio de plata, Categoría de miniserie         | The Greatest Love            | Ganador   |
| 2012 | 48th Baeksang Arts Awards                                          | Mejor guion (TV)                                | Hong Mi Ran y Hong Jung Eun  | Nominadas |
| 2012 | 48th Baeksang Arts Awards                                          | Mejor actor (TV)                                | Cha Seung Won                | Nominado  |
| 2012 | 48th Baeksang Arts Awards                                          | Mejor actriz (TV)                               | Gong Hyo Jin                 | Ganadora  |
| 2012 | 48th Baeksang Arts Awards                                          | Mejor drama                                     | The Greatest Love            | Nominado  |

## Emisión internacional
- Chile: Vía X y Vía X 2.
- China: Anhui Television.
- Ecuador: Ecuador TV y TC Televisión
- Estados Unidos: MBC América.
- Filipinas: GMA Network.
- Hong Kong: Entertainment Channel y N.º 1 Channel.
- India: Puthuyugam TV.
- Indonesia: Indosiar.
- Japón: Fuji TV, WOWOW y KNTV.[12]
- Malasia: 8TV y NTV7.
- Panamá: SERTV Canal 11.
- Perú: Panamericana Televisión.
- Rumanía: Euforia TV.
- Singapur: VV Drama.
- Tailandia: PPTV HD.[13]
- Taiwán: GTV.